# Oberstixner
Oberstixner (mundartlich: Obəschtiksnar, nüs dsum Obəschtiksnar) ist ein Gemeindeteil der Gemeinde Missen-Wilhams im bayerisch-schwäbischen Landkreis Oberallgäu.

## Geographie
Die Einöde liegt im Bergstättgebiet zwischen der Knottenrieder Höhe (Stixner Joch) und dem Missener Tal.

## Ortsname
Der Ortsname bezieht sich auf den Flurnamen Sticksner, der sich wiederum auf den Familiennamen Stixner oder das neuhochdeutsche Verb sticksen für stehlen bezieht. Der Ortsname bedeutet somit (Siedlung am) Wald des Sticksner. Das Wort stūchezen für verstauchen aufgrund des steilen Anstiegs gilt als unwahrscheinlich.

### Ortsnamen im Wandel der Zeit
1486 aus dem Stuchsner, 1497 Stuxner, 1573 im Stichsner, 1585 ufm Stiegsner, 1619 und 1626 (Hurterkarten) Stichlars, 1663 im Stüxner, 1677 zum Stixners, 1877 Oberstixner.

## Geschichte

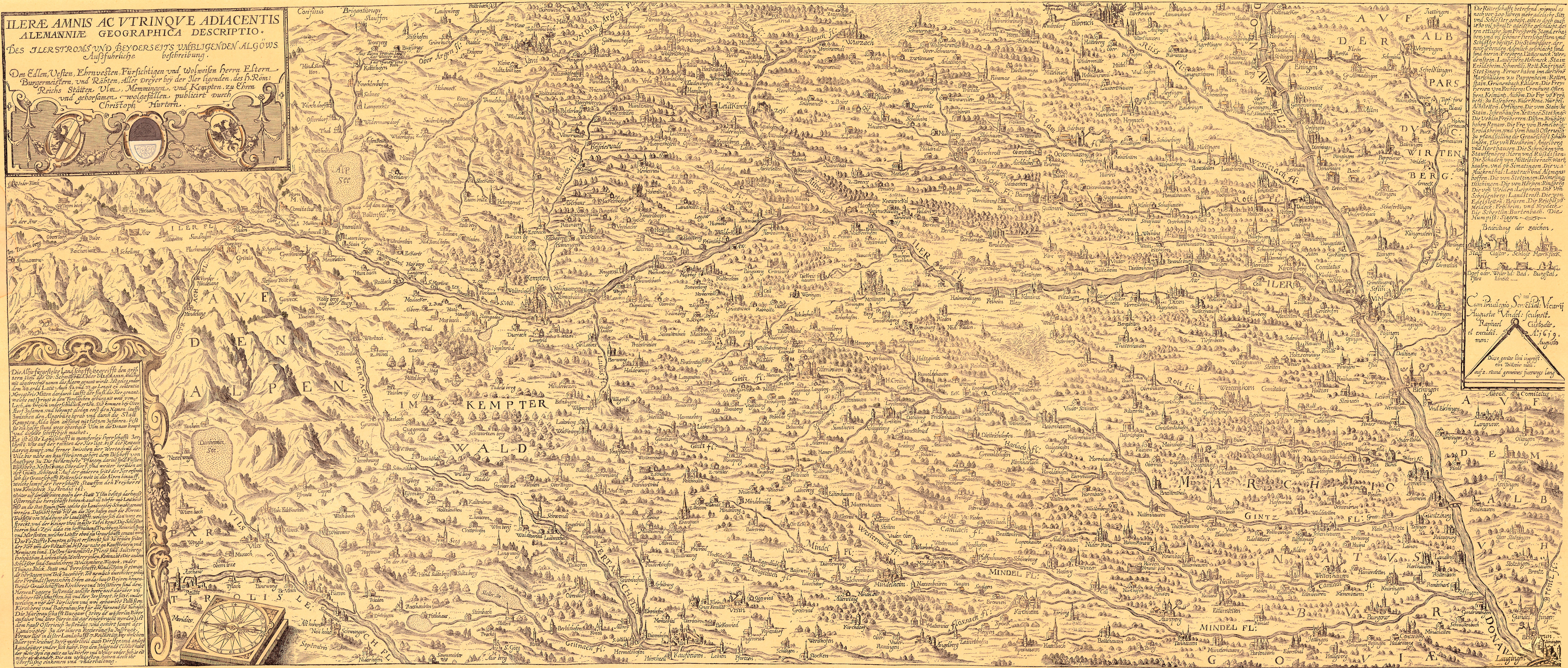
„Stichlars“ in der Hurter Karte von 1619

Der Ort wurde erstmals urkundlich 1486 mit dem „Bach der aus dem Stuchsner bis gen Müssen in die Argaw fließt“ erwähnt. Der erste Siedler in Sitxner ist 1585 mit Conradt Waldvogl ufm Stigsner belegt.
Der (Ober-)Stixnerhof war lange Zeit der einzige Bauernhof in Näherer Umgebung, bis 1806 im Zuge der Missener Vereinödung der Unterstixnerhof errichtet wurde.
Wann genau der Stixner besiedelt wurde, lässt sich geschichtlich nicht greifen. Da der Stixnerhof seit dem Mittelalter bis ins 20. Jahrhundert zum Ortsbereich Knottenried gehörte, ist dessen Geschichte eng mit der der Pfarrei Knottenried verwoben. So unterstand das Gebiet im Mittelalter der Gerichtsbarkeit und Kirchenpatronat des Klosters Weingarten.
Der Stixner wurde 1520 zusammen mit der Pfarrei Knottenried ein Lehen der Edlen von Prassberg. Im Jahre 1538 verkaufte das Kloster Weingarten das Amt und Niedergericht Zaumberg-Knottenried an die Herrschaft Montfort-Rothenfels.
Anstatt mit umsichtigem Haushalten seine Schuldenlast zu reduzieren, verkaufte Ulrich IX. von Monfort 1567 die Herrschaft Rothenfels mit Stiefenhofen und Immenstadt an seinen Schwager Jakob Freiherr von Königsegg-Aulendorf.

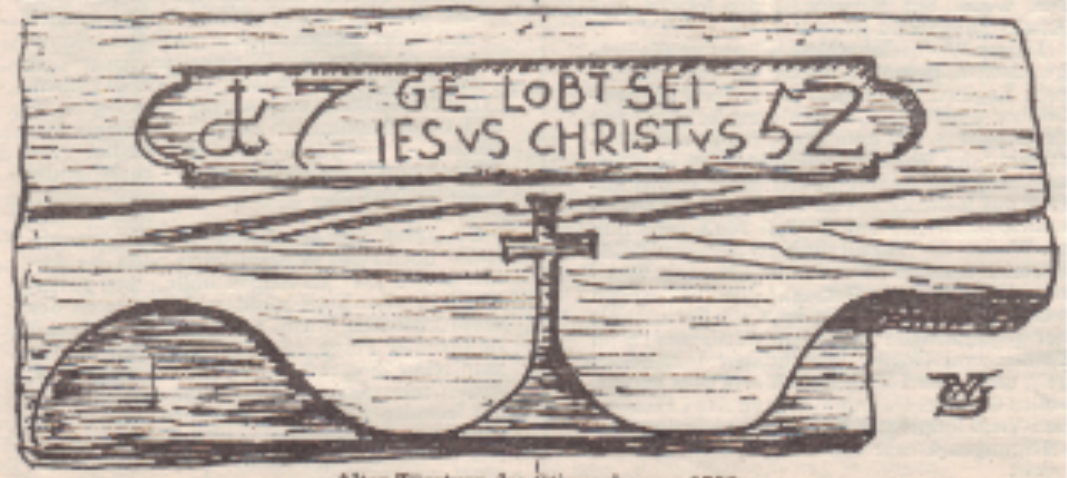
Alter Türsturz des Stixnerhofes

Der Stixner lag im Forstbezirk Knottenried, einem der fünf Forst- und Jagdreviere der Reichsgrafen von Königsegg Rothenfels. Der Revierjäger, der seinen Sitz im „Hochgnädiger Herrschaft Jägerguth“ in Knottenried hatte, musste sich um die Liegenschaften der Reichsgrafen zu Königsegg-Rothenfels kümmern. Noch zu Ende des 18. Jahrhunderts soll der Bauer des oberen Stixners, mit Bettlern, fahrendem Volk und Wildschützen vertraut gewesen sein, die zeitweise sogar seine Arbeitsgehilfen waren. Für Waldfrevel und Wilderei gab es harten Strafen.
Am 19. Januar 1804 tauschte Graf Franz Fidel zu Königsegg-Rothenfels, hoch verschuldet und von Krankheit gezeichnet, mit dem Kaisertum Österreich die Grafschaft Rothenfels gegen Krongüter in Ungarn.
Von 1804 bis 1805 gehörte die Einöde zu Vorderösterreich, mit den Verträgen von Brünn (10. bis 16. Dezember 1805) wurde der Stixnerhof schließlich bayerisch.
Im Zuge des Gemeindeedikts von 1818 durch Maximilian Joseph von Montgelas schloss man die bis dahin eigenständigen Hauptmannschaften Knottenried und Diepolz zur politischen Gemeinde Diepolz zusammen.
Im Jahre 1938 bahnte sich die Umgemeindung des zur Gemeinde Diepolz gehörigen Anwesens Oberstixner (Knottenried, Haus Nr. 13) an, als der damalige Besitzer einen Antrag zur Eingemeindung in die Gemeinde Missen stellte. Die Verhandlungen zogen sich 10 Jahre hin. Die Forderung der Gemeinde Diepolz auf Abfindung in Höhe von 750 DM wurde am 27. März 1949 vom Gemeinderat Missen einstimmig genehmigt. Die Gemeinde Missen zahlte 350 DM und der Oberstixner 400 DM. Außerdem lieferte der Oberstixner der Gemeinde Missen 10 m³ Kies. Die Eingemeindung trat zum 1. Oktober 1949 in Kraft.